# Дипломатія долара
"Дипломатія долара" (англ. Dollar diplomacy) ― форма американської зовнішньої політики президента США Вільяма Тафта, спрямована на мінімізацію використання військової сили або загроз військовою силою і, натомість, на досягнення своїх цілей у Латинській Америці та Східній Азії за рахунок використання своєї економічної потужності, гарантуючи позики, надані закордонним країн. За Вудро Вільсона в 1913 політика «дипломатії долара» припинилася.